# Lerin på Lofoten
Lerin på Lofoten är en svensk dokumentärserie som hade premiär på SVT Play den 9 januari 2024. Första säsongen består av sex avsnitt.

## Handling
Serien kretsar kring konstnären Lars Lerin som åker tillbaka till Lofoten, en plats han tidigare bott på och som älskar och saknar. Det var här han fann sin första kärlek men också gick djupare ner i sitt missbruk. Tillsammans med Junior besöker han och Lars favoritplatser på Lofoten där de ska måla, surfa, fiska torsk, rida och gå på tur.

## Medverkande (i urval)
- Lars Lerin